# Aldoar
Aldoar was een freguesia in de Portugese gemeente Porto en telt 13.957 inwoners (2001).  In 2013 werd Aldoar samengevoegd met Nevogilde en Foz do Douro tot een nieuwe freguesia: Aldoar, Foz do Douro e Nevogilde.